# Jesús López Cobos
Jesús López Cobos (Toro, 25 de febrer de 1940 - Berlín, 2 de març de 2018) fou un director d'orquestra espanyol.

## Biografia
López Cobos va néixer el 25 de febrer de 1940 a la localitat de Toro, província de Zamora. Va estudiar a la Universitat Complutense de Madrid, on es llicencià en filosofia i Lletres el 1964. Posteriorment, interessat per la música, estudià direcció d'orquestra amb Franco Ferrara i Hans Swarowsky i Peter Maag, i es diplomà en composició el 1966. Gràcies a una beca, es traslladà a Nova York, on amplià estudis.
Debutà com a director d'orquestra a la ciutat de Venècia el 1969. A partir d'aquell fet, dirigí la major part de les orquestres d'arreu.
Entre 1981 i 1990 López Cobos fou nomenat Director General de Música de l'Òpera de Berlín, entre 1984 i 1988 Director de l'Orquestra Nacional d'Espanya, entre 1986 i 2000 Director de l'Orquestra Simfònica de Cincinnati, i entre 1990 i 2000 de l'Orquestra de Cambra de Laussana. El 2003 es feu càrrec del Teatro Real de Madrid com a Director musical.
El 1981 li fou concedit, en el seu primer lliurament, el Premi Príncep d'Astúries de les Arts.
Va morir la matinada del 2 de març de 2018 a la seva ciutat de residència, Berlín.